# Ex aequo et bono

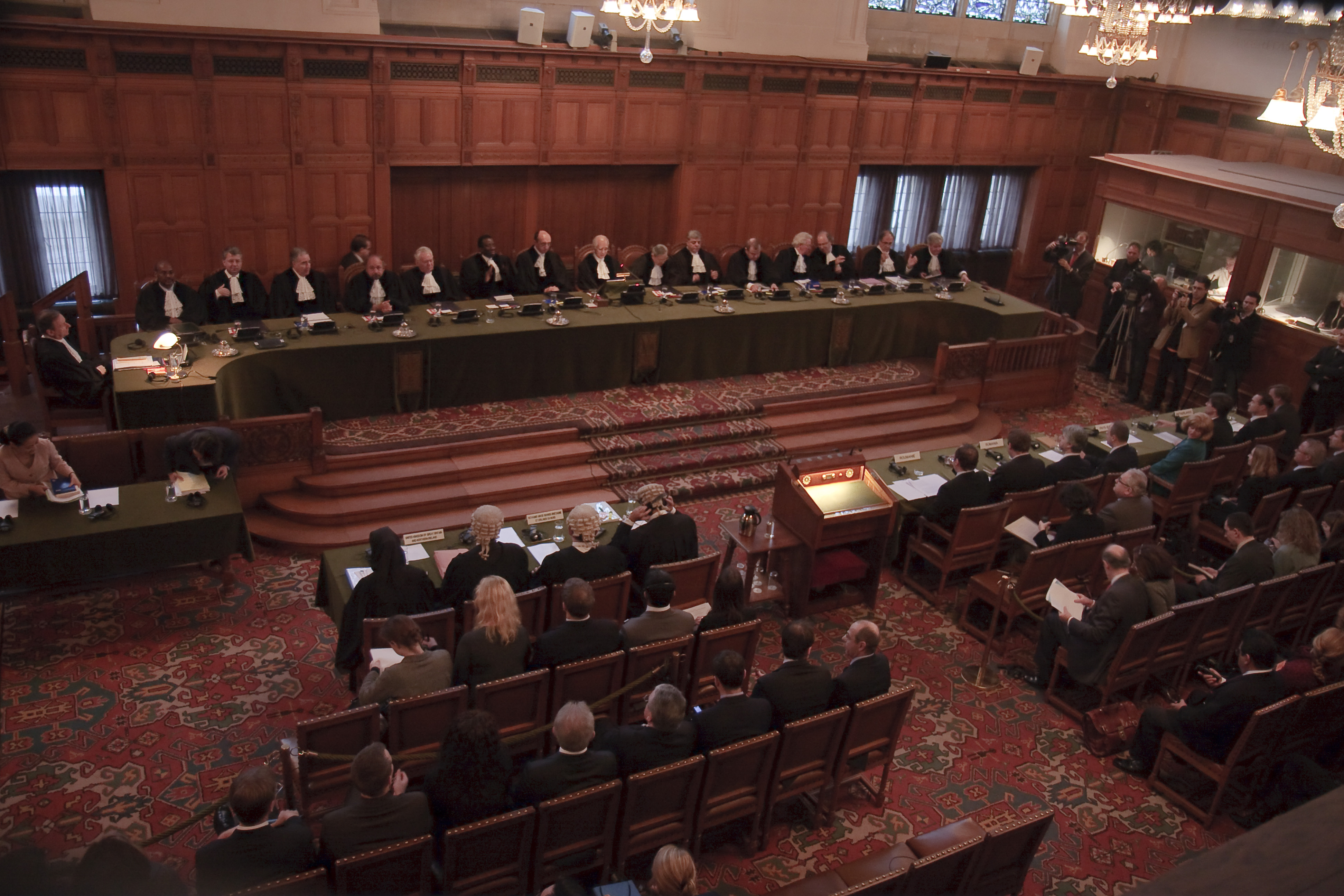
Conformidad con el derecho internacional de la declaración unilateral de independencia de las instituciones provisionales de autogobierno de Kosovo (solicitud de opinión consultiva).

La locución latina ex aequo et bono (en castellano: de acuerdo con lo correcto y lo bueno) alude a la facultad de los tribunales de resolver los litigios con la solución que consideren más equitativa en el caso particular. Sin embargo, una decisión ex aequo et bono se distingue de una decisión basada en la equidad e incluso los tribunales con facultades ex aequo et bono suelen tener en cuenta la ley.

## Uso en órganos judiciales internacionales
- El artículo 38.2 del Estatuto de la Corte Internacional de Justicia establece "la facultad de la Corte para decidir un litigio ex aequo et bono, si las partes así lo convinieren".[2] Jamás ha sido utilizada esta posibilidad.[1]

- La Corte Centroamericana de Justicia establece en sus competencias la facultad de "decidir, conocer y resolver un litigio ex aequo et bono, si los interesados lo convienen" (según art. 22, literal ch, de su estatuto).[3]

## Uso en el arbitraje comercial internacional
- El artículo 33.2 del Reglamento de Arbitraje de la Comisión de las Naciones Unidas para el Derecho Mercantil Internacional (CNUDMI; en inglés, UNCITRAL), de 1976, dispone lo siguiente: El tribunal arbitral decidirá como amigable componedor (ex aequo et bono) sólo si las partes lo han autorizado expresamente para ello y si la ley aplicable al procedimiento arbitral permite este tipo de arbitraje."[4]